# Куликівське (селище)
Куликі́вське — селище Шахтарської міської громади Горлівського району Донецької області, Україна. Розташоване за 69 км від Донецька. Відстань до Шахтарська становить близько 14 км і проходить переважно автошляхом місцевого значення.

## Назва
19 вересня 2024 року Верховна Рада підтримала перейменування селища Московське на Куликівське. 26 вересня 2024 року перейменування набуло чинності.

## Населення

### Мова
Розподіл населення за рідною мовою за даними перепису 2001 року:
| Мова            | Кількість | Відсоток |
| --------------- | --------- | -------- |
| російська       | 805       | 78.54%   |
| українська      | 202       | 19.71%   |
| білоруська      | 7         | 0.68%    |
| інші/не вказали | 11        | 1.07%    |
| Усього          | 1025      | 100%     |

За даними перепису 2001 року населення селища становило 1025 осіб, із них 19,71 % зазначили рідною мову українську, 78,54 %— російську та 0,68 %— білоруську мову.